# Caucus
Nos Estados Unidos designa-se por caucus o sistema de eleger delegados em dois estados (Iowa e Nevada), na fase das eleições primárias (ou preliminares), na qual cada partido decide quem será o candidato desse partido à presidência dos Estados Unidos.

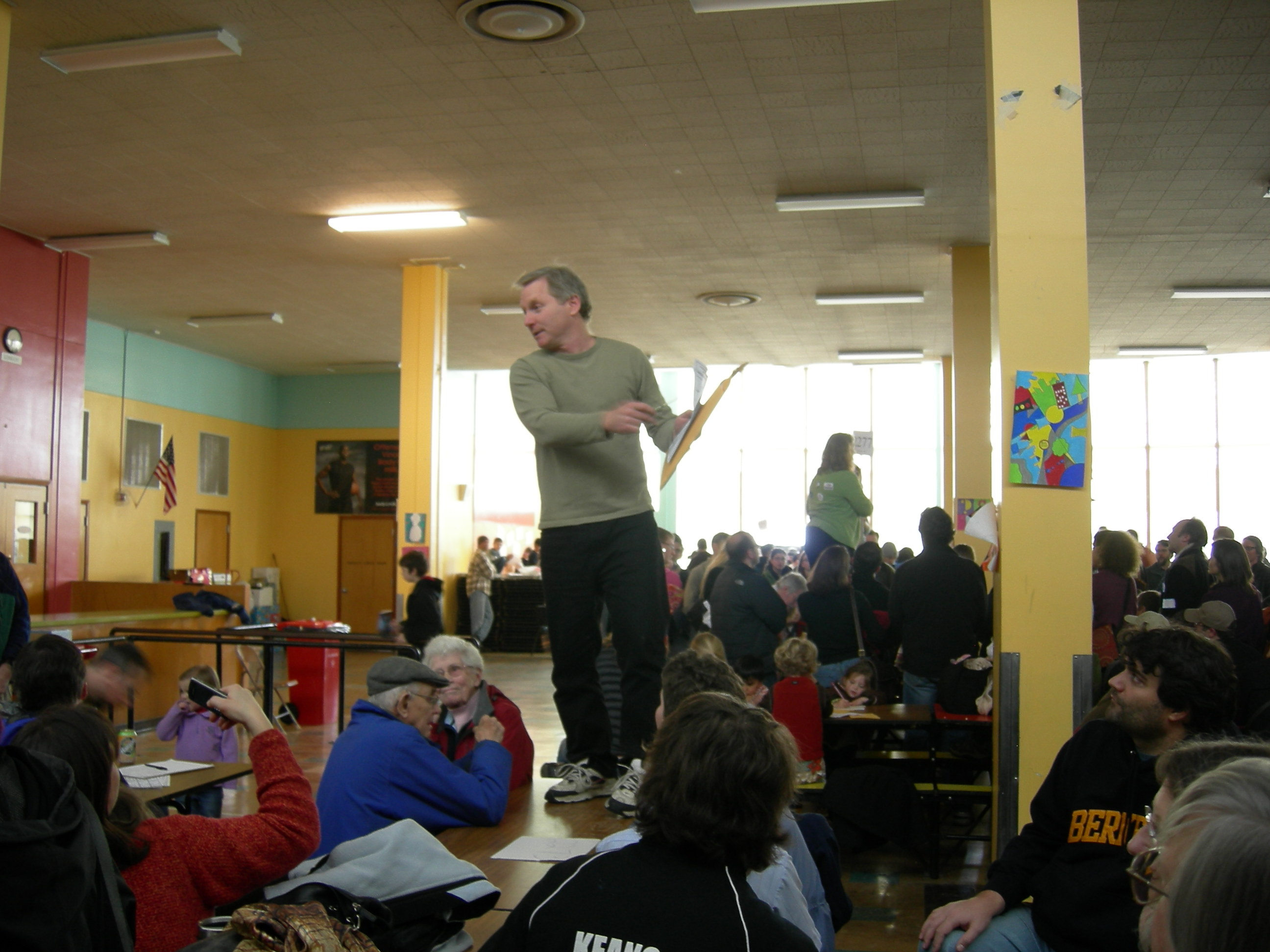
Os membros de um partido político ou subgrupo podem se reunir para coordenar as ações dos membros, escolher a política do grupo ou nomear candidatos para vários cargos.

Cada partido político reúne os apoiadores dos vários candidatos. Nessa reunião, o número de delegados é atribuído conforme a quantidade de residentes no círculo eleitoral. Há uma fórmula matemática que determina o número de votos que é preciso obter na eleição primária (caucus), e os delegados são eleitos por representação proporcional.
Desde 2004, os eleitores do estado de Nevada participam do caucus.
Depois de apurados os resultados das votações nos estados,  cada partido nomeia seu candidato à presidência.
Afinal, o presidente do país é escolhido em eleições indiretas por um colégio eleitoral.

## Origem do termo
A origem da palavra caucus é controversa, entretanto é geralmente aceito que provenha do algonquim, cau´-cau-as´u ("conselho"). É provável que o termo tenha sido introduzido no jargão político pela Tammany Hall, uma associação de políticos do Partido Democrata de Nova Iorque conhecida pelo uso de termos de origem indígena. Outras fontes afirmam que o termo deriva do Latim medieval caucus ("tigela de beber"), ligando-o ao Caucus Club, que existia em Boston na época colonial.[carece de fontes?]

## Em métodos alternativos de resolução de conflitos
O termo caucus é também usado em mediação, negociação e em outros métodos alternativos de resolução de conflitos para descrever circunstâncias nas quais, no lugar de uma reunião em uma mesa comum, as partes em conflito se reúnem de forma apartada com o mediador ou simplesmente vão a um "quarto de desabafo" após o desgaste emocional decorrente da interação que ocorreu na área comum em que as partes se encontravam.